# (4395) Danbritt
(4395) Danbritt (1981 EH41) – planetoida z grupy pasa głównego asteroid okrążająca Słońce w ciągu 5,18 lat w średniej odległości 2,99 j.a. Odkryta 2 marca 1981 roku.